# Élections municipales de 2021 dans le Témiscouata
Pour un article plus général, voir Élections municipales de 2021 dans le Bas-Saint-Laurent.
Cet article concerne les élections municipales de 2021 dans le Bas-Saint-Laurent  dans la municipalité régionale de comté de Témiscouata.

## Auclair
|             | Élection (2017)                                                                                    | Dissolution (2021)                                                                       | Élection (2021)                                                                        |
| Maire       | Bruno Bonesso                                                                                      | Bruno Bonesso                                                                            | Bruno Bonesso                                                                          |
| Conseillers | François Poirier Donald John Philippe Odette Dumont Louis Veilleux Jean-Marie Gilbert Danny Lavoie | Vacant Donald John Philippe Odette Dumont Louis Veilleux Jean-Marie Gilbert Danny Lavoie | Stéphan Dubé Cynthia Dumont Émilie Belzile Jérémy Robert Michaël Fortin Claudia Lavoie |

| Candidats pour la mairie | Vote            | %               |
| ------------------------ | --------------- | --------------- |
| Bruno Bonesso (Sortant)  | Sans opposition | Sans opposition |

| Candidats conseiller #1 | Vote            | %               |
| ----------------------- | --------------- | --------------- |
| Stéphan Dubé            | Sans opposition | Sans opposition |

| Candidats conseiller #2 | Vote            | %               |
| ----------------------- | --------------- | --------------- |
| Cynthia Dumont          | Sans opposition | Sans opposition |

| Candidats conseiller #3 | Vote            | %               |
| ----------------------- | --------------- | --------------- |
| Émilie Belzile          | Sans opposition | Sans opposition |

| Candidats conseiller #4 | Vote            | %               |
| ----------------------- | --------------- | --------------- |
| Jérémy Robert           | Sans opposition | Sans opposition |

| Candidats conseiller #5 | Vote            | %               |
| ----------------------- | --------------- | --------------- |
| Michaël Fortin          | Sans opposition | Sans opposition |

| Candidats conseiller #6 | Vote            | %               |
| ----------------------- | --------------- | --------------- |
| Claudia Lavoie          | Sans opposition | Sans opposition |

- Destitution de Stéphan Dubé, conseiller #1, par la Commission municipale du Québec le 21 septembre 2022 pour ne pas avoir assisté aux réunions du conseil municipal en raison d'absences pour traiter un cancer[1].

- Réélection sans opposition de Stéphan Dubé au poste de conseiller #1 le 23 octobre 2022[2].

| Candidats conseiller #1            | Vote            | %               |
| ---------------------------------- | --------------- | --------------- |
| Stéphan Dubé (sortant de ce poste) | Sans opposition | Sans opposition |

## Biencourt
|             | Élection (2017)                                                                              | Dissolution (2021)                                                                            | Élection (2021)                                                                                |
| Maire       | Daniel Boucher                                                                               | Daniel Boucher                                                                                | Daniel Boucher                                                                                 |
| Conseillers | Daniel Rioux Sébastien Beaulieu Raymond Lavoie Yvon Tremblay Simon Bélanger Jean-Guy Roussel | Daniel Rioux Sébastien Beaulieu Raymond Lavoie Yvon Tremblay Simon Bélanger Édouard Perreault | Daniel Rioux Sébastien Beaulieu Raymond Lavoie Daniel Dumont Simon Bélanger Aucune candidature |

| Candidats pour la mairie | Vote            | %               |
| ------------------------ | --------------- | --------------- |
| Daniel Boucher (Sortant) | Sans opposition | Sans opposition |

| Candidats conseiller #1 | Vote            | %               |
| ----------------------- | --------------- | --------------- |
| Daniel Rioux (Sortant)  | Sans opposition | Sans opposition |

| Candidats conseiller #2      | Vote            | %               |
| ---------------------------- | --------------- | --------------- |
| Sébastien Beaulieu (Sortant) | Sans opposition | Sans opposition |

| Candidats conseiller #3  | Vote            | %               |
| ------------------------ | --------------- | --------------- |
| Raymond Lavoie (Sortant) | Sans opposition | Sans opposition |

| Candidats conseiller #4 | Vote            | %               |
| ----------------------- | --------------- | --------------- |
| Daniel Dumont           | Sans opposition | Sans opposition |

| Candidats conseiller #5  | Vote            | %               |
| ------------------------ | --------------- | --------------- |
| Simon Bélanger (Sortant) | Sans opposition | Sans opposition |

| Candidats conseiller #6 | Vote | % |
| ----------------------- | ---- | - |
| Aucune candidature      |      |   |

- Élection de Linda Lavoie au poste de conseillère #6 le 5 décembre 2021[3].

| Candidats conseiller #6 | Vote      | %     |
| ----------------------- | --------- | ----- |
| Linda Lavoie            | 102       | 82,93 |
| Édouard Perreault       | 21        | 17,07 |
| Participation           | 123 / 404 | 30,45 |

- Démission de Daniel Boucher, maire, le 13 mars 2023[4],[5]. Raymond Lavoie, conseiller #3, exerce l'intérim à titre de maire suppléant[5].

- Démission de Raymond Lavoie, conseiller #3, en mai 2023[6]. Il occupe par la suite la charge de maire à la suite d'une élection sans opposition[6].

| Candidats pour la mairie                  | Vote            | %               |
| ----------------------------------------- | --------------- | --------------- |
| Raymond Lavoie (Sortant d'un autre poste) | Sans opposition | Sans opposition |

- Élection sans opposition de Jessica Rousseau au poste de conseillère #3 le 24 septembre 2023[7].

| Candidats conseiller #3 | Vote            | %               |
| ----------------------- | --------------- | --------------- |
| Jessica Rousseau        | Sans opposition | Sans opposition |

## Dégelis
|             | Élection (2017)                                                                  | Dissolution (2021)                                                                    | Élection (2021)                                                                            |
| Maire       | Normand Morin                                                                    | Normand Morin                                                                         | Gustave Pelletier                                                                          |
| Conseillers | Linda Bergeron Richard Bard Brigitte Morin Richard Lemay Yves Lebel Simon Potvin | Linda Bergeron Richard Bard Brigitte Morin Richard Lemay Yves Lebel Gustave Pelletier | Linda Bergeron Olivier Lemay Brigitte Morin Eliott Levasseur Lucienne Lagacé Bernard Caron |

| Taux de participation :                | Taux de participation :                | Taux de participation :                | Taux de participation :                | Taux de participation :                | 58,0 % |
| Nombre de votes valides :              | Nombre de votes valides :              | Nombre de votes valides :              | Nombre de votes valides :              | Nombre de votes valides :              | 1 400  |
| Nombre de votes rejetées à la mairie : | Nombre de votes rejetées à la mairie : | Nombre de votes rejetées à la mairie : | Nombre de votes rejetées à la mairie : | Nombre de votes rejetées à la mairie : | 17     |
| Nombre d'électeurs inscrits :          | Nombre d'électeurs inscrits :          | Nombre d'électeurs inscrits :          | Nombre d'électeurs inscrits :          | Nombre d'électeurs inscrits :          | 2 444  |

| Candidats pour la mairie                     | Vote | %     |
| -------------------------------------------- | ---- | ----- |
| Gustave Pelletier (Sortant d'un autre poste) | 679  | 48,50 |
| Normand Morin (Sortant)                      | 376  | 26,86 |
| Richard Bard (Sortant d'un autre poste)      | 288  | 20,57 |
| Roger Grondin                                | 57   | 4,07  |

| Candidats conseiller #1   | Vote  | %     |
| ------------------------- | ----- | ----- |
| Linda Bergeron (Sortante) | 1 040 | 74,61 |
| Benoît Dumont             | 354   | 25,39 |

| Candidats conseiller #2 | Vote            | %               |
| ----------------------- | --------------- | --------------- |
| Olivier Lemay           | Sans opposition | Sans opposition |

| Candidats conseiller #3   | Vote | %     |
| ------------------------- | ---- | ----- |
| Brigitte Morin (Sortante) | 704  | 50,61 |
| Caroline Michaud          | 687  | 49,39 |

| Candidats conseiller #4 | Vote | %     |
| ----------------------- | ---- | ----- |
| Eliott Levasseur        | 986  | 70,88 |
| Richard Lemay (Sortant) | 405  | 29,12 |

| Candidats conseiller #5 | Vote  | %     |
| ----------------------- | ----- | ----- |
| Lucienne Lagacé         | 1 042 | 75,07 |
| Yvon Lemieux            | 346   | 24,93 |

| Candidats conseiller #6 | Vote            | %               |
| ----------------------- | --------------- | --------------- |
| Bernard Caron           | Sans opposition | Sans opposition |

- Démission d'Eliott Levasseur, conseiller #4, en septembre 2022[8],[9].

- Élection de Richard Bard au poste de conseiller #4 le 19 février 2023[10].

| Candidats conseiller #4 | Vote        | %     |
| ----------------------- | ----------- | ----- |
| Richard Bard            | 235         | 47,00 |
| Daniel Beaulieu         | 215         | 43,00 |
| Michel Savoie           | 50          | 10,00 |
| Bulletins rejetés       | 0           |       |
| Taux de participation   | 500 / 2 464 | 20,29 |

## Lac-des-Aigles
|             | Élection (2017)                                                              | Dissolution (2021)                                                         | Élection (2021)                                                           |
| Maire       | Pierre Bossé                                                                 | Pierre Bossé                                                               | Pierre Bossé                                                              |
| Conseillers | Michel Dubé Serge Demers Vicky Ouellet Luc Sirois Nadia Sheink Frédéric Dubé | Michel Dubé Serge Demers Vicky Ouellet Luc Sirois Simon Bois Frédéric Dubé | Michel Dubé Serge Demers Vicky Ouellet Luc Sirois Simon Bois Josée Sirois |

| Candidats pour la mairie | Vote            | %               |
| ------------------------ | --------------- | --------------- |
| Pierre Bossé (Sortant)   | Sans opposition | Sans opposition |

| Candidats conseiller #1 | Vote            | %               |
| ----------------------- | --------------- | --------------- |
| Michel Dubé (Sortant)   | Sans opposition | Sans opposition |

| Candidats conseiller #2 | Vote            | %               |
| ----------------------- | --------------- | --------------- |
| Serge Demers (Sortant)  | Sans opposition | Sans opposition |

| Candidats conseiller #3  | Vote            | %               |
| ------------------------ | --------------- | --------------- |
| Vicky Ouellet (Sortante) | Sans opposition | Sans opposition |

| Candidats conseiller #4 | Vote            | %               |
| ----------------------- | --------------- | --------------- |
| Luc Sirois (Sortant)    | Sans opposition | Sans opposition |

| Candidats conseiller #5 | Vote            | %               |
| ----------------------- | --------------- | --------------- |
| Simon Bois (Sortant)    | Sans opposition | Sans opposition |

| Candidats conseiller #6 | Vote            | %               |
| ----------------------- | --------------- | --------------- |
| Josée Sirois            | Sans opposition | Sans opposition |

## Lejeune
|             | Élection (2017)                                                                         | Dissolution (2021)                                                                        | Élection (2021)                                                                           |
| Maire       | Pierre Daigneault                                                                       | Pierre Daigneault                                                                         | Pierre Daigneault                                                                         |
| Conseillers | Patrice Dubé Réjean Albert Fernand Albert Carole Viel Marguerite Albert Norbert Michaud | Patrice Dubé Réjean Albert Fernand Albert Carole Viel Marguerite Albert Armelle Kermarrec | Patrice Dubé Réjean Albert Fernand Albert Carole Viel Marguerite Albert Armelle Kermarrec |

| Candidats pour la mairie    | Vote            | %               |
| --------------------------- | --------------- | --------------- |
| Pierre Daigneault (Sortant) | Sans opposition | Sans opposition |

| Candidats conseiller #1 | Vote            | %               |
| ----------------------- | --------------- | --------------- |
| Patrice Dubé (Sortant)  | Sans opposition | Sans opposition |

| Candidats conseiller #2 | Vote            | %               |
| ----------------------- | --------------- | --------------- |
| Réjean Albert (Sortant) | Sans opposition | Sans opposition |

| Candidats conseiller #3  | Vote            | %               |
| ------------------------ | --------------- | --------------- |
| Fernand Albert (Sortant) | Sans opposition | Sans opposition |

| Candidats conseiller #4 | Vote            | %               |
| ----------------------- | --------------- | --------------- |
| Carole Viel (Sortante)  | Sans opposition | Sans opposition |

| Candidats conseiller #5      | Vote            | %               |
| ---------------------------- | --------------- | --------------- |
| Marguerite Albert (Sortante) | Sans opposition | Sans opposition |

| Candidats conseiller #6      | Vote            | %               |
| ---------------------------- | --------------- | --------------- |
| Armelle Kermarrec (Sortante) | Sans opposition | Sans opposition |

## Packington
|             | Élection (2017)                                                                             | Dissolution (2021)                                                                          | Élection (2021)                                                                            |
| Maire       | Émilien Beaulieu                                                                            | Émilien Beaulieu                                                                            | Jules Soucy                                                                                |
| Conseillers | Guillaume Morin Jean-Noël Moreau Jules Soucy Alain Thériault Linda Lévesque Patrick Michaud | Guillaume Morin Jean-Noël Moreau Jules Soucy Alain Thériault Linda Lévesque Patrick Michaud | Guillaume Morin Jean-Noël Moreau Sébastien Thériault Yves Lebel Linda Lévesque Jérôme Dubé |

| Taux de participation :                | Taux de participation :                | Taux de participation :                | Taux de participation :                | Taux de participation :                | 71,0 % |
| Nombre de votes valides :              | Nombre de votes valides :              | Nombre de votes valides :              | Nombre de votes valides :              | Nombre de votes valides :              | 384    |
| Nombre de votes rejetées à la mairie : | Nombre de votes rejetées à la mairie : | Nombre de votes rejetées à la mairie : | Nombre de votes rejetées à la mairie : | Nombre de votes rejetées à la mairie : | 11     |
| Nombre d'électeurs inscrits :          | Nombre d'électeurs inscrits :          | Nombre d'électeurs inscrits :          | Nombre d'électeurs inscrits :          | Nombre d'électeurs inscrits :          | 556    |

| Candidats pour la mairie                   | Vote | %     |
| ------------------------------------------ | ---- | ----- |
| Jules Soucy (Sortant d'un autre poste)     | 200  | 52,08 |
| Patrick Michaud (Sortant d'un autre poste) | 184  | 47,92 |

| Candidats conseiller #1   | Vote            | %               |
| ------------------------- | --------------- | --------------- |
| Guillaume Morin (Sortant) | Sans opposition | Sans opposition |

| Candidats conseiller #2    | Vote            | %               |
| -------------------------- | --------------- | --------------- |
| Jean-Noël Moreau (Sortant) | Sans opposition | Sans opposition |

| Candidats conseiller #3 | Vote            | %               |
| ----------------------- | --------------- | --------------- |
| Sébastien Thériault     | Sans opposition | Sans opposition |

| Candidats conseiller #4   | Vote | %     |
| ------------------------- | ---- | ----- |
| 'Yves Lebel               | 198  | 53,23 |
| Alain Thériault (Sortant) | 174  | 46,77 |

| Candidats conseiller #5   | Vote            | %               |
| ------------------------- | --------------- | --------------- |
| Linda Lévesque (Sortante) | Sans opposition | Sans opposition |

| Candidats conseiller #6 | Vote            | %               |
| ----------------------- | --------------- | --------------- |
| Jérôme Dubé             | Sans opposition | Sans opposition |

## Pohénégamook
|             | Élection (2017)                                                                     | Dissolution (2021)                                                                  | Élection (2021)                                                                                        |
| Maire       | Louise Labonté                                                                      | Louise Labonté                                                                      | Benoit Morin                                                                                           |
| Conseillers | Denis Ouellet Marcellin Lavoie Robin Breton Guylaine Cyr Simon Bolduc Raymond Gagné | Denis Ouellet Marcellin Lavoie Robin Breton Guylaine Cyr Simon Bolduc Raymond Gagné | Clermonde Lévesque Sébastien Plourde Diane Bouchard Chantal Briand Stéphane Larochelle Daniel Bouchard |

| Taux de participation :                | Taux de participation :                | Taux de participation :                | Taux de participation :                | Taux de participation :                | 62,6 % |
| Nombre de votes valides :              | Nombre de votes valides :              | Nombre de votes valides :              | Nombre de votes valides :              | Nombre de votes valides :              | 1 324  |
| Nombre de votes rejetées à la mairie : | Nombre de votes rejetées à la mairie : | Nombre de votes rejetées à la mairie : | Nombre de votes rejetées à la mairie : | Nombre de votes rejetées à la mairie : | 13     |
| Nombre d'électeurs inscrits :          | Nombre d'électeurs inscrits :          | Nombre d'électeurs inscrits :          | Nombre d'électeurs inscrits :          | Nombre d'électeurs inscrits :          | 2 137  |

| Partis | Partis              | Candidats pour la mairie                 | Vote | %     |
| ------ | ------------------- | ---------------------------------------- | ---- | ----- |
|        | Équipe Benoit Morin | Benoit Morin                             | 920  | 69,49 |
|        | Indépendante        | Guylaine Cyr (Sortante d'un autre poste) | 404  | 30,51 |

| Partis | Partis              | Candidats district Saint-Éleuthère #1 (1) | Vote            | %               |
| ------ | ------------------- | ----------------------------------------- | --------------- | --------------- |
|        | Équipe Benoit Morin | Denis Ouellet (Sortant)                   | Sans opposition | Sans opposition |

| Partis | Partis              | Candidats district Saint-Éleuthère #2 (2) | Vote            | %               |
| ------ | ------------------- | ----------------------------------------- | --------------- | --------------- |
|        | Équipe Benoit Morin | Sébastien Plourde                         | Sans opposition | Sans opposition |

| Partis | Partis              | Candidats district Escourt #1 (3) | Vote            | %               |
| ------ | ------------------- | --------------------------------- | --------------- | --------------- |
|        | Équipe Benoit Morin | Diane Bouchard                    | Sans opposition | Sans opposition |

| Partis | Partis       | Candidats district Escourt #2 (4) | Vote | %     |
| ------ | ------------ | --------------------------------- | ---- | ----- |
|        | Indépendante | Chantal Briand                    | 203  | 60,24 |
|        | Indépendant  | Bernard Lanteigne                 | 134  | 39,76 |

| Partis | Partis              | Candidats district Sully #1 (5) | Vote | %     |
| ------ | ------------------- | ------------------------------- | ---- | ----- |
|        | Équipe Benoit Morin | Stéphane Larochelle             | 303  | 74,81 |
|        | Indépendant         | Simon Bolduc (Sortant)          | 102  | 25,19 |

| Partis | Partis              | Candidats district Sully #2 (6) | Vote            | %               |
| ------ | ------------------- | ------------------------------- | --------------- | --------------- |
|        | Équipe Benoit Morin | Daniel Bouchard                 | Sans opposition | Sans opposition |

- Démission de Daniel Bouchard, conseiller du district Sully #2 (6), le 30 septembre 2023 pour des raisons professionnelles[11].

- Démission de Diane Bouchard, conseillère du district Sully #2 (6), effective le 2 octobre 2023 afin d'éviter une apparence de conflit d'intérêts dans l'octroi d'un contrat de la municipalité avec une entreprise dont elle est actionnaire[12].

- Élection sans opposition de Daniel Blier au poste de conseiller du district #3 - d'Estcourt, le 20 octobre 2023[13].

| Candidats district Escourt #1 (3) | Vote            | %               |
| --------------------------------- | --------------- | --------------- |
| Daniel Blier                      | Sans opposition | Sans opposition |

- Élection de Marie-Pier Côté au poste de conseillère du district #6 - Sully le 19 novembre 2023[14],[15].

| Candidats district Sully #2 (6) | Vote      | %    |
| ------------------------------- | --------- | ---- |
| Marie-Pier Côté                 | 129       | 80,1 |
| Simon Bolduc                    | 32        | 19,9 |
| Taux de participation           | 161 / 664 | 24,2 |

## Rivière-Bleue
|             | Élection (2017)                                                                                 | Dissolution (2021)                                                                              | Élection (2021)                                                                          |
| Maire       | Claude H. Pelletier                                                                             | Claude H. Pelletier                                                                             | Claude H. Pelletier                                                                      |
| Conseillers | Thérèse Beauregard Véronique Bossé Christiane Roy Lyne Patry Marcel Beauregard Claudine Marquis | Thérèse Beauregard Véronique Bossé Christiane Roy Lyne Patry Marcel Beauregard Claudine Marquis | Thérèse Beauregard Véronique Bossé Christiane Roy Lyne Patry Yves Gagné Claudine Marquis |

| Candidats pour la mairie      | Vote            | %               |
| ----------------------------- | --------------- | --------------- |
| Claude H. Pelletier (Sortant) | Sans opposition | Sans opposition |

| Candidats conseiller #1      | Vote            | %               |
| ---------------------------- | --------------- | --------------- |
| Thérèse Beauregard (Sortant) | Sans opposition | Sans opposition |

| Candidats conseiller #2    | Vote | %     |
| -------------------------- | ---- | ----- |
| Véronique Bossé (Sortante) | 349  | 73,47 |
| Kathy Boutot               | 126  | 26,53 |

| Candidats conseiller #3   | Vote | %     |
| ------------------------- | ---- | ----- |
| Christiane Roy (Sortante) | 303  | 63,92 |
| Alain Bossé               | 171  | 36,08 |

| Candidats conseiller #4 | Vote | %     |
| ----------------------- | ---- | ----- |
| Lyne Patry (Sortante)   | 355  | 75,21 |
| Dany Michaud            | 117  | 24,79 |

| Candidats conseiller #5     | Vote | %     |
| --------------------------- | ---- | ----- |
| Yves Gagné                  | 332  | 69,89 |
| Marcel Beauregard (Sortant) | 143  | 30,11 |

| Candidats conseiller #6     | Vote            | %               |
| --------------------------- | --------------- | --------------- |
| Claudine Marquis (Sortante) | Sans opposition | Sans opposition |

## Saint-Athanase
|             | Élection (2017)                                                                 | Dissolution (2021)                                          | Élection (2021)                                                                        |
| Maire       | André St-Pierre                                                                 | André St-Pierre                                             | Mario Patry                                                                            |
| Conseillers | Chantale Alain Dilan Dumont Dave Landry Pierre Després Andrée Lebel Denis Patry | Vacant Claude Patry Pierre Després Andrée Lebel Denis Patry | André St-Pierre Karole Thibault Claude Patry Denis Sansoucy Marcel Tringle Denis Patry |

| Taux de participation :                | Taux de participation :                | Taux de participation :                | Taux de participation :                | Taux de participation :                | 64,0 % |
| Nombre de votes valides :              | Nombre de votes valides :              | Nombre de votes valides :              | Nombre de votes valides :              | Nombre de votes valides :              | 154    |
| Nombre de votes rejetées à la mairie : | Nombre de votes rejetées à la mairie : | Nombre de votes rejetées à la mairie : | Nombre de votes rejetées à la mairie : | Nombre de votes rejetées à la mairie : | 4      |
| Nombre d'électeurs inscrits :          | Nombre d'électeurs inscrits :          | Nombre d'électeurs inscrits :          | Nombre d'électeurs inscrits :          | Nombre d'électeurs inscrits :          | 247    |

| Candidats pour la mairie | Vote | %     |
| ------------------------ | ---- | ----- |
| Mario Patry              | 128  | 83,12 |
| Pierre Brochu            | 26   | 16,88 |

| Candidats conseiller #1                    | Vote | %     |
| ------------------------------------------ | ---- | ----- |
| André St-Pierre (Sortant d'un autre poste) | 64   | 40,76 |
| Charles Michaud                            | 57   | 36,31 |
| Michel Mousseau                            | 36   | 22,93 |

| Candidats conseiller #2 | Vote            | %               |
| ----------------------- | --------------- | --------------- |
| Karole Thibault         | Sans opposition | Sans opposition |

| Candidats conseiller #3 | Vote            | %               |
| ----------------------- | --------------- | --------------- |
| Claude Patry (Sortant)  | Sans opposition | Sans opposition |

| Candidats conseiller #4 | Vote | %     |
| ----------------------- | ---- | ----- |
| Denis Sansoucy          | 97   | 62,18 |
| Stéphanie Ross-Hamel    | 59   | 37,82 |

| Candidats conseiller #5 | Vote | %     |
| ----------------------- | ---- | ----- |
| Marcel Tringle          | 99   | 63,87 |
| Johanne Bélanger        | 56   | 36,13 |

| Candidats conseiller #6 | Vote            | %               |
| ----------------------- | --------------- | --------------- |
| Denis Patry (Sortant)   | Sans opposition | Sans opposition |

## Saint-Elzéar-de-Témiscouata
|             | Élection (2017)                                                                         | Dissolution (2021)                                                                               | Élection (2021)                                                                          |
| Maire       | Carmen Massé                                                                            | Carmen Massé                                                                                     | Keven Ouellet Lévesque                                                                   |
| Conseillers | Guy Thibault Keven Ouellet Lévesque Alain Morin Yan Marceau Bertrand Émond Julie Perron | Guy Thibault Keven Ouellet Lévesque Alain Morin Hélène Durette Katy Nadeau Mélissa Boucher-Caron | Guy Thibault Josée Beaulieu Alain Morin Hélène Durette Katy Nadeau Mélissa Boucher-Caron |

| Candidats pour la mairie                          | Vote            | %               |
| ------------------------------------------------- | --------------- | --------------- |
| Keven Ouellet Lévesque (Sortant d'un autre poste) | Sans opposition | Sans opposition |

| Candidats conseiller #1 | Vote            | %               |
| ----------------------- | --------------- | --------------- |
| Guy Thibault (Sortant)  | Sans opposition | Sans opposition |

| Candidats conseiller #2                  | Vote | %     |
| ---------------------------------------- | ---- | ----- |
| Josée Beaulieu                           | 61   | 55,96 |
| Carmen Massé (Sortante d'un autre poste) | 48   | 44,04 |

| Candidats conseiller #3 | Vote            | %               |
| ----------------------- | --------------- | --------------- |
| Alain Morin (Sortant)   | Sans opposition | Sans opposition |

| Candidats conseiller #4   | Vote            | %               |
| ------------------------- | --------------- | --------------- |
| Hélène Durette (Sortante) | Sans opposition | Sans opposition |

| Candidats conseiller #5 | Vote            | %               |
| ----------------------- | --------------- | --------------- |
| Katy Nadeau (Sortante)  | Sans opposition | Sans opposition |

| Candidats conseiller #6          | Vote            | %               |
| -------------------------------- | --------------- | --------------- |
| Mélissa Boucher-Caron (Sortante) | Sans opposition | Sans opposition |

- Démission de Keven Lévesque Ouellet, maire, le 10 janvier 2023 pour difficulté avec la conciliation avec sa vie professionnelle[16]. Alain Morin, conseiller #3, exerce la fonction de maire suppléant pendant l'intérim[16].

- Élection sans opposition de Réjean Deschênes au poste de maire le 12 mars 2023[17].

| Candidats pour la mairie | Vote            | %               |
| ------------------------ | --------------- | --------------- |
| Réjean Deschênes         | Sans opposition | Sans opposition |

## Saint-Eusèbe
|             | Élection (2017)                                                                        | Dissolution (2021)                                                                     | Élection (2021)                                                                        |
| Maire       | Gaston Chouinard                                                                       | Gaston Chouinard                                                                       | Gaston Chouinard                                                                       |
| Conseillers | Gilles Pellerin Claudy Ouellet Steve St-Pierre Alain Dubé Rachel Dubé Claude Deschamps | Gilles Pellerin Claudy Ouellet Lise Blanchette Alain Dubé Rachel Dubé Claude Deschamps | Gilles Pellerin Claudy Ouellet Lise Blanchette Alain Dubé Rachel Dubé Claude Deschamps |

| Candidats pour la mairie   | Vote            | %               |
| -------------------------- | --------------- | --------------- |
| Gaston Chouinard (Sortant) | Sans opposition | Sans opposition |

| Candidats conseiller #1   | Vote            | %               |
| ------------------------- | --------------- | --------------- |
| Gilles Pellerin (Sortant) | Sans opposition | Sans opposition |

| Candidats conseiller #2   | Vote            | %               |
| ------------------------- | --------------- | --------------- |
| Claudy Ouellet (Sortante) | Sans opposition | Sans opposition |

| Candidats conseiller #3    | Vote            | %               |
| -------------------------- | --------------- | --------------- |
| Lise Blanchette (Sortante) | Sans opposition | Sans opposition |

| Candidats conseiller #4 | Vote            | %               |
| ----------------------- | --------------- | --------------- |
| Alain Dubé (Sortant)    | Sans opposition | Sans opposition |

| Candidats conseiller #5 | Vote            | %               |
| ----------------------- | --------------- | --------------- |
| Rachel Dubé (Sortant)   | Sans opposition | Sans opposition |

| Candidats conseiller #6    | Vote            | %               |
| -------------------------- | --------------- | --------------- |
| Claude Deschamps (Sortant) | Sans opposition | Sans opposition |

## Saint-Honoré-de-Témiscouata
|             | Élection (2017)                                                                | Dissolution (2021)                                                                     | Élection (2021)                                                                             |
| Maire       | Richard F. Dubé                                                                | Richard F. Dubé                                                                        | Andrée Dubé                                                                                 |
| Conseillers | Jimmy Plourde Carole Desbiens Laurette Lévesque Aucune candidature Hugo Tardif | Jimmy Plourde Carole Desbiens Laurette Lévesque Viateur Dubé Nicholas Dubé Hugo Tardif | Claudia Beaulieu Carole Desbiens Stéphanie Caron Richard Dubé Nicholas Dubé Jocelyn Poirier |

| Taux de participation :                | Taux de participation :                | Taux de participation :                | Taux de participation :                | Taux de participation :                | 66,6 % |
| Nombre de votes valides :              | Nombre de votes valides :              | Nombre de votes valides :              | Nombre de votes valides :              | Nombre de votes valides :              | 405    |
| Nombre de votes rejetées à la mairie : | Nombre de votes rejetées à la mairie : | Nombre de votes rejetées à la mairie : | Nombre de votes rejetées à la mairie : | Nombre de votes rejetées à la mairie : | 7      |
| Nombre d'électeurs inscrits :          | Nombre d'électeurs inscrits :          | Nombre d'électeurs inscrits :          | Nombre d'électeurs inscrits :          | Nombre d'électeurs inscrits :          | 619    |

| Partis | Partis                   | Candidats pour la mairie  | Vote | %     |
| ------ | ------------------------ | ------------------------- | ---- | ----- |
|        | En équipe pour le sommet | Andrée Dubé               | 224  | 55,31 |
|        | Indépendant              | Richard F. Dubé (Sortant) | 181  | 44,69 |

| Partis | Partis                   | Candidats conseiller #1 | Vote | %     |
| ------ | ------------------------ | ----------------------- | ---- | ----- |
|        | En équipe pour le sommet | Claudia Beaulieu        | 265  | 65,76 |
|        | Indépendante             | Gisèle Lavoie           | 138  | 34,24 |

| Partis | Partis                   | Candidats conseiller #2                  | Vote | %     |
| ------ | ------------------------ | ---------------------------------------- | ---- | ----- |
|        | En équipe pour le sommet | Carole Desbiens (Sortant)                | 274  | 67,49 |
|        | Indépendant              | Jimmy Plourde (Sortant d'un autre poste) | 132  | 32,51 |

| Partis | Partis                   | Candidats conseiller #3 | Vote | %     |
| ------ | ------------------------ | ----------------------- | ---- | ----- |
|        | En équipe pour le sommet | Stéphanie Caron         | 216  | 53,47 |
|        | Indépendant              | Simon Leblond           | 188  | 46,53 |

| Partis | Partis                   | Candidats conseiller #4 | Vote | %     |
| ------ | ------------------------ | ----------------------- | ---- | ----- |
|        | En équipe pour le sommet | Richard Dubé            | 246  | 61,19 |
|        | Indépendant              | Viateur Dubé (Sortant)  | 156  | 38,81 |

| Partis | Partis                   | Candidats conseiller #5 | Vote | %     |
| ------ | ------------------------ | ----------------------- | ---- | ----- |
|        | Indépendant              | Nicholas Dubé (Sortant) | 223  | 55,06 |
|        | En équipe pour le sommet | Isabelle Tanguay        | 182  | 44,94 |

| Partis | Partis                   | Candidats conseiller #6 | Vote | %     |
| ------ | ------------------------ | ----------------------- | ---- | ----- |
|        | En équipe pour le sommet | Jocelyn Pelletier       | 253  | 63,25 |
|        | Indépendant              | Hugo Tardif (Sortant)   | 147  | 36,75 |

## Saint-Jean-de-la-Lande
|             | Élection (2017)                                                                                    | Dissolution (2021)                                                                             | Élection (2021)                                                                       |
| Maire       | Jean-Marc Belzile                                                                                  | Jean-Marc Belzile                                                                              | Léo-Paul Charest                                                                      |
| Conseillers | Denis Ouellet Jimmy Plourde Aucune candidature Claude Gallant Lorraine Belzile Pierrette Pelletier | Denis Ouellet Jimmy Plourde Raymond Boutot Claude Gallant Lorraine Belzile Pierrette Pelletier | Serge Boulet Chantal St-Laurent Maxim Boutot Claude Gallant Lyne Arpin Richard Dupuis |

| Taux de participation :                | Taux de participation :                | Taux de participation :                | Taux de participation :                | Taux de participation :                | 79,8 % |
| Nombre de votes valides :              | Nombre de votes valides :              | Nombre de votes valides :              | Nombre de votes valides :              | Nombre de votes valides :              | 209    |
| Nombre de votes rejetées à la mairie : | Nombre de votes rejetées à la mairie : | Nombre de votes rejetées à la mairie : | Nombre de votes rejetées à la mairie : | Nombre de votes rejetées à la mairie : | 0      |
| Nombre d'électeurs inscrits :          | Nombre d'électeurs inscrits :          | Nombre d'électeurs inscrits :          | Nombre d'électeurs inscrits :          | Nombre d'électeurs inscrits :          | 262    |

| Candidats pour la mairie    | Vote | %     |
| --------------------------- | ---- | ----- |
| Léo-Paul Charest            | 166  | 79,43 |
| Jean-Marc Belzile (Sortant) | 43   | 20,57 |

| Candidats conseiller #1 | Vote            | %               |
| ----------------------- | --------------- | --------------- |
| Serge Boulet            | Sans opposition | Sans opposition |

| Candidats conseiller #2 | Vote            | %               |
| ----------------------- | --------------- | --------------- |
| Chantal St-Laurent      | Sans opposition | Sans opposition |

| Candidats conseiller #3                  | Vote | %     |
| ---------------------------------------- | ---- | ----- |
| Maxim Boutot                             | 163  | 78,37 |
| Denis Ouellet (Sortant d'un autre poste) | 45   | 21,63 |

| Candidats conseiller #4  | Vote | %     |
| ------------------------ | ---- | ----- |
| Claude Gallant (Sortant) | 153  | 73,58 |
| Rina Lavoie              | 55   | 26,44 |

| Candidats conseiller #5                         | Vote | %     |
| ----------------------------------------------- | ---- | ----- |
| Lyne Arpin                                      | 162  | 77,88 |
| Pierrette Pelletier (Sortante d'un autre poste) | 46   | 22,12 |

| Candidats conseiller #6                   | Vote | %     |
| ----------------------------------------- | ---- | ----- |
| Richard Dupuis                            | 114  | 54,55 |
| Jimmy Plourde (Sortant d'un autre poste)  | 69   | 33,01 |
| Raymond Boutot (Sortant d'un autre poste) | 26   | 12,44 |

## Saint-Juste-du-Lac
|             | Élection (2017)                                                                                   | Dissolution (2021)                                                                     | Élection (2021)                                                                   |
| Maire       | Jean-Jacques Bonenfant                                                                            | Michel Normand                                                                         | Mario Guimont                                                                     |
| Conseillers | Chloé Ouellet Yves Fontaine Mario Guimont Céline Dubé Ouellet Jean-Claude Rodrigue Wilfrid Bérubé | Denise Lord Yves Fontaine Mario Guimont Céline Dubé Ouellet Yvan Lepage Wilfrid Bérubé | Francine Dubé Louis Bigué Aucune candidature Chantal Lemay David Côté Lise Bérubé |

| Candidats pour la mairie | Vote            | %               |
| ------------------------ | --------------- | --------------- |
| Mario Guimont (Sortant)  | Sans opposition | Sans opposition |

| Candidats conseiller #1 | Vote | %     |
| ----------------------- | ---- | ----- |
| Francine Dubé           | 143  | 60,08 |
| Yvan Lepage (Sortant)   | 95   | 39,92 |

| Candidats conseiller #2 | Vote | %     |
| ----------------------- | ---- | ----- |
| Louis Bigué             | 155  | 63,79 |
| Yves Fontaine (Sortant) | 88   | 36,21 |

| Candidats conseiller #3 | Vote | % |
| ----------------------- | ---- | - |
| Aucune candidature      |      |   |

| Candidats conseiller #4        | Vote | %     |
| ------------------------------ | ---- | ----- |
| Chantal Lemay                  | 196  | 81,33 |
| Céline Dubé Ouellet (Sortante) | 45   | 18,67 |

| Candidats conseiller #5 | Vote | %     |
| ----------------------- | ---- | ----- |
| David Côté              | 150  | 61,98 |
| Denis Lord (Sortante)   | 92   | 38,02 |

| Candidats conseiller #6 | Vote            | %               |
| ----------------------- | --------------- | --------------- |
| Lise Bérubé             | Sans opposition | Sans opposition |

- Élection de Lise Gravel au poste de conseillère #3 le 19 décembre 2021[18].

| Candidats conseiller #3 | Vote      | %     |
| ----------------------- | --------- | ----- |
| Lise Gravel             | 64        | 39,02 |
| Berthier Rodrigue       | 57        | 34,76 |
| Claude Levasseur        | 18        | 10,98 |
| Yvan Lepage             | 16        | 9,76  |
| Denise Lord             | 9         | 5,49  |
| Bulletins rejetés       | 2         |       |
| Taux de participation   | 166 / 504 | 32,94 |

- Démission de Francine Dubé, conseillère #1, le 5 janvier 2022[19].

- Élection de Roseline Laplante au poste de conseillère #1 le 8 mai 2022[20].

| Candidats conseiller #1 | Vote      | %     |
| ----------------------- | --------- | ----- |
| Roseline Laplante       | 77        | 43,26 |
| Line Landry             | 55        | 30,90 |
| Claude Levasseur        | 29        | 16,29 |
| Yves Fontaine           | 17        | 9,55  |
| Bulletins rejetés       | 4         |       |
| Taux de participation   | 182 / 515 | 35,34 |

- Démission de Mario Guimont, maire, le 30 septembre 2022[21]. Lise Bérubé, conseillère #6, exerce la fonction de mairesse suppléante pendant l'intérim[21].

- Démission de Lise Gravel, conseillère #3, annoncé lors de la séance du 13 décembre 2022[22].

- Élection sans opposition d'Alain Caron au poste de maire et de Benoît Martin au poste de conseiller #3 le 2 avril 2023[23].

| Candidats pour la mairie | Vote            | %               |
| ------------------------ | --------------- | --------------- |
| Alain Caron              | Sans opposition | Sans opposition |

| Candidats conseiller #3 | Vote            | %               |
| ----------------------- | --------------- | --------------- |
| Benoît Martin           | Sans opposition | Sans opposition |
| Berthier Rodrigue       | Désistement     | Désistement     |

## Saint-Louis-du-Ha! Ha!
|             | Élection (2017)                                                                                    | Dissolution (2021)                                                                     | Élection (2021)                                                                                       |
| Maire       | Sonia Larrivée                                                                                     | Vacant                                                                                 | Mélissa Lord                                                                                          |
| Conseillers | Mélissa Lord Gilles Pelletier Patrick Beaulieu Annie Jalbert Frédéric Beaulieu Marie-Ève Pelletier | Mélissa Lord Vacant Patrick Beaulieu Roberto Pelletier Frédéric Beaulieu Gilles Dumont | Aucune candidature Richard Bossé Patrick Beaulieu Roberto Pelletier Frédéric Beaulieu Normand Lizotte |

| Taux de participation :                | Taux de participation :                | Taux de participation :                | Taux de participation :                | Taux de participation :                | 54,4 % |
| Nombre de votes valides :              | Nombre de votes valides :              | Nombre de votes valides :              | Nombre de votes valides :              | Nombre de votes valides :              | 575    |
| Nombre de votes rejetées à la mairie : | Nombre de votes rejetées à la mairie : | Nombre de votes rejetées à la mairie : | Nombre de votes rejetées à la mairie : | Nombre de votes rejetées à la mairie : | 3      |
| Nombre d'électeurs inscrits :          | Nombre d'électeurs inscrits :          | Nombre d'électeurs inscrits :          | Nombre d'électeurs inscrits :          | Nombre d'électeurs inscrits :          | 1 063  |

| Candidats pour la mairie                 | Vote | %     |
| ---------------------------------------- | ---- | ----- |
| Mélissa Lord (Sortante d'un autre poste) | 323  | 56,17 |
| Gilles Dumont (Sortant d'un autre poste) | 252  | 43,83 |

| Candidats conseiller #1 | Vote | % |
| ----------------------- | ---- | - |
| Aucune candidature      |      |   |

| Candidats conseiller #2 | Vote            | %               |
| ----------------------- | --------------- | --------------- |
| Richard Bossé           | Sans opposition | Sans opposition |

| Candidats conseiller #3    | Vote            | %               |
| -------------------------- | --------------- | --------------- |
| Patrick Beaulieu (Sortant) | Sans opposition | Sans opposition |

| Candidats conseiller #4     | Vote            | %               |
| --------------------------- | --------------- | --------------- |
| Roberto Pelletier (Sortant) | Sans opposition | Sans opposition |

| Candidats conseiller #5     | Vote            | %               |
| --------------------------- | --------------- | --------------- |
| Frédéric Beaulieu (Sortant) | Sans opposition | Sans opposition |

| Candidats conseiller #6 | Vote            | %               |
| ----------------------- | --------------- | --------------- |
| Normand Lizotte         | Sans opposition | Sans opposition |

- Élection de Johanny Morneau-Briand au poste de conseillère #1 le 16 janvier 2022[24].

| Candidats conseiller #1                  | Vote        | %     |
| ---------------------------------------- | ----------- | ----- |
| Johanny Morneau-Briand                   | 116         | 53,46 |
| Gilles Dumont (sortant d'un autre poste) | 101         | 46,54 |
| Bulletins rejetés                        | 1           |       |
| Taux de participation                    | 218 / 1 063 | 20,51 |

## Saint-Marc-du-Lac-Long
|             | Élection (2017)                                                                           | Dissolution (2021)                                                                        | Élection (2021)                                                                         |
| Maire       | Marcel Dubé                                                                               | Marcel Dubé                                                                               | Marcel Dubé                                                                             |
| Conseillers | Corinne Marquis Valérie Doyer Fernand Poliquin Renaud Valcourt Mélissa Bolduc Nadia Bossé | Corinne Marquis Valérie Doyer Fernand Poliquin Renaud Valcourt Mélissa Bolduc Nadia Bossé | Corinne Marquis Anny Asselin Martine Lévesque Karine Plourde Mélissa Bolduc Katie Bossé |

| Candidats pour la mairie | Vote            | %               |
| ------------------------ | --------------- | --------------- |
| Marcel Dubé (Sortant)    | Sans opposition | Sans opposition |

| Candidats conseiller #1 | Vote | %     |
| ----------------------- | ---- | ----- |
| Corinne Marquis         | 118  | 61,46 |
| Hélène Pelletier        | 74   | 38,54 |

| Candidats conseiller #2 | Vote            | %               |
| ----------------------- | --------------- | --------------- |
| Anny Asselin            | Sans opposition | Sans opposition |

| Candidats conseiller #3 | Vote            | %               |
| ----------------------- | --------------- | --------------- |
| Martine Lévesque        | Sans opposition | Sans opposition |

| Candidats conseiller #4   | Vote | %     |
| ------------------------- | ---- | ----- |
| Karine Plourde            | 118  | 61,14 |
| Renaud Valcourt (Sortant) | 75   | 38,86 |

| Candidats conseiller #5   | Vote            | %               |
| ------------------------- | --------------- | --------------- |
| Mélissa Bolduc (Sortante) | Sans opposition | Sans opposition |

| Candidats conseiller #5 | Vote | %     |
| ----------------------- | ---- | ----- |
| Katie Bossé             | 98   | 50,52 |
| Nadia Bossé (Sortante)  | 96   | 49,48 |

- Démission de Karine Plourde, conseillère #4, le 21 novembre 2022[25].

- Élection sans opposition de Jean-Guy Paquet au poste de conseiller #4 le 19 mars 2023[26].

| Candidats conseiller #4 | Vote            | %               |
| ----------------------- | --------------- | --------------- |
| Jean-Guy Paquet         | Sans opposition | Sans opposition |

## Saint-Michel-du-Squatec
|             | Élection (2017)                                                                         | Dissolution (2021)                                                     | Élection (2021)                                                                           |
| Maire       | André Chouinard                                                                         | André Chouinard                                                        | Bruno Malenfant                                                                           |
| Conseillers | Alain Malenfant Jean-Marc Michaud Mario Poitras Rémi Caron Frédéric Lagacé Daniel Caron | Vacant Jean-Marc Michaud Vacant Sébastien Santerre Vacant Daniel Caron | Francis Ouellet Marco Lord Sonia Beaulieu Sébastien Santerre Dominic Ferland Daniel Caron |

| Taux de participation :                | Taux de participation :                | Taux de participation :                | Taux de participation :                | Taux de participation :                | 66,6 % |
| Nombre de votes valides :              | Nombre de votes valides :              | Nombre de votes valides :              | Nombre de votes valides :              | Nombre de votes valides :              | 632    |
| Nombre de votes rejetées à la mairie : | Nombre de votes rejetées à la mairie : | Nombre de votes rejetées à la mairie : | Nombre de votes rejetées à la mairie : | Nombre de votes rejetées à la mairie : | 3      |
| Nombre d'électeurs inscrits :          | Nombre d'électeurs inscrits :          | Nombre d'électeurs inscrits :          | Nombre d'électeurs inscrits :          | Nombre d'électeurs inscrits :          | 954    |

| Candidats pour la mairie                     | Vote | %     |
| -------------------------------------------- | ---- | ----- |
| Bruno Malenfant                              | 430  | 68,04 |
| Jean-Marc Michaud (Sortant d'un autre poste) | 176  | 27,85 |
| Sylvain Bouchard                             | 26   | 4,11  |

| Candidats conseiller #1 | Vote | %     |
| ----------------------- | ---- | ----- |
| Francis Ouellet         | 397  | 63,93 |
| Éric Chouinard          | 224  | 36,07 |

| Candidats conseiller #2 | Vote | %     |
| ----------------------- | ---- | ----- |
| Marco Lord              | 412  | 66,88 |
| Caroline Morin          | 204  | 33,12 |

| Candidats conseiller #3 | Vote | %     |
| ----------------------- | ---- | ----- |
| Sonia Beaulieu          | 376  | 59,87 |
| Claudine Bourque        | 252  | 40,13 |

| Candidats conseiller #4      | Vote            | %               |
| ---------------------------- | --------------- | --------------- |
| Sébastien Santerre (Sortant) | Sans opposition | Sans opposition |

| Candidats conseiller #5 | Vote | %     |
| ----------------------- | ---- | ----- |
| Dominic Ferland         | 279  | 44,78 |
| Éric-Carl Bélanger      | 179  | 28,73 |
| Marie-Claude Pelletier  | 165  | 26,48 |

| Candidats conseiller #6 | Vote | %     |
| ----------------------- | ---- | ----- |
| Daniel Caron (Sortant)  | 466  | 74,68 |
| Roger Bourgoin          | 158  | 25,32 |

- Démission de Francis Ouellet, conseiller #1, le 1er novembre 2022[27].

- Démission de Dominic Ferland, conseiller #5, le 18 décembre 2022[28].

- Entrée au conseil de Daniel Roussel au poste de conseiller #1 dès la séance du 31 janvier 2023[29].

| Candidats conseiller #1 | Vote | %   |
| ----------------------- | ---- | --- |
| Daniel Roussel          | n/d  | n/d |

- Élection sans opposition de Claudine Bourque au poste de conseillère #5 le 28 mai 2023[30].

| Candidats conseiller #5 | Vote            | %               |
| ----------------------- | --------------- | --------------- |
| Claudine Bourque        | Sans opposition | Sans opposition |

## Saint-Pierre-de-Lamy
|             | Élection (2017)                                                                                  | Dissolution (2021)                                                            | Élection (2021)                                                                           |
| Maire       | Jean-Pierre Ouellet                                                                              | Jean-Pierre Ouellet                                                           | Jean-Pierre Ouellet                                                                       |
| Conseillers | Aucune candidature Émilien Rioux Nancy Lévesque Mario Morin Vincent Campeau-Gagnon Carlo Ouellet | Paul-Antoine Loranger Vacant Mario Morin Vincent Campeau-Gagnon Carlo Ouellet | Paul-Antoine Loranger Aucune candidature Mario Morin Vincent Campeau-Gagnon Carlo Ouellet |

| Candidats pour la mairie      | Vote            | %               |
| ----------------------------- | --------------- | --------------- |
| Jean-Pierre Ouellet (Sortant) | Sans opposition | Sans opposition |

| Candidats conseiller #1         | Vote            | %               |
| ------------------------------- | --------------- | --------------- |
| Paul-Antoine Loranger (Sortant) | Sans opposition | Sans opposition |

| Candidats conseiller #2 | Vote | % |
| ----------------------- | ---- | - |
| Aucune candidature      |      |   |

| Candidats conseiller #3 | Vote | % |
| ----------------------- | ---- | - |
| Aucune candidature      |      |   |

| Candidats conseiller #4 | Vote            | %               |
| ----------------------- | --------------- | --------------- |
| Mario Morin (Sortant)   | Sans opposition | Sans opposition |

| Candidats conseiller #5          | Vote            | %               |
| -------------------------------- | --------------- | --------------- |
| Vincent Campeau-Gagnon (Sortant) | Sans opposition | Sans opposition |

| Candidats conseiller #6 | Vote            | %               |
| ----------------------- | --------------- | --------------- |
| Carlo Ouellet (Sortant) | Sans opposition | Sans opposition |

- Nadia Leblond et Francine Dubé entrent au conseil municipal en novembre-décembre 2021[31].

| Candidats conseiller #2 | Vote | %   |
| ----------------------- | ---- | --- |
| Nadia Leblond           | n/d  | n/d |

| Candidats conseiller #3 | Vote | %   |
| ----------------------- | ---- | --- |
| Francine Dubé           | n/d  | n/d |

- Démission de Jean-Pierre Ouellet le 3 janvier 2022 pour raisons de santé[32]. Carlo Ouellet, conseiller #6, assure la fonction de pro-maire pendant la vacances du poste de maire[33].

- Démission de Carlo Ouellet, pro-maire et conseiller #6, le 11 janvier 2022[33]. Paul-Antoine Loranger assure la charge de pro-maire pendant la vacance du poste à la mairie[34].

- Élection sans opposition de Julie Gagnon au poste de mairesse le 14 février 2022[32].

| Candidats pour la mairie | Vote            | %               |
| ------------------------ | --------------- | --------------- |
| Julie Gagnon             | Sans opposition | Sans opposition |

- Démission de Julie Gagnon, mairesse, et de Paul-Antoine Loranger le 5 avril 2022[35]. Francine Dubé, conseillère, occupe la fonction de mairesse suppléante par intérim[36].

- Entrée de Sabrina Roy au conseil municipal à titre conseillère #6 entre mars et avril 2022.

| Candidats conseiller #6 | Vote | %   |
| ----------------------- | ---- | --- |
| Sabrina Roy             | n/d  | n/d |

- Démission de Francine Dubé, conseillère #3, avant le 4 octobre 2022 afin d'occuper la fonction de mairesse[37]

| Candidats pour la mairie                  | Vote | %   |
| ----------------------------------------- | ---- | --- |
| Francine Dubé (sortante d'un autre poste) | n/d  | n/d |

- Entrée d'Éliane Gévry-Boucher au conseil municipal à titre de conseillère #1 entre novembre et décembre 2022.

| Candidats conseiller #1 | Vote | %   |
| ----------------------- | ---- | --- |
| Éliane Gévry-Boucher    | n/d  | n/d |

- Démission de Mario Morin, conseiller #4, avant le 6 avril 2023[38]

- Entrée de Gérald Dubé au conseil municipal à titre de conseiller #3 en avril 2023.

- Entrée de Valérie Beaulieu au conseil municipal à titre de conseillère #4 entre mai et juin 2023.

| Candidats conseiller #4 | Vote | %   |
| ----------------------- | ---- | --- |
| Valérie Beaulieu        | n/d  | n/d |

- Départ de Nadia Leblond (conseillère #2), Gérald Dubé (conseiller #3) et Sabrina Roy (conseillère #6) entre juin et décembre 2023.

- Élection partielle pour les postes de conseiller #2, 3 et 6 le 17 mars 2024.

## Témiscouata-sur-le-Lac
|             | Élection (2017)                                                                                    | Dissolution (2021)                                                    | Élection (2021)                                                                               |
| Maire       | Gilles Garon                                                                                       | Gaétan Ouellet                                                        | Denis Blais                                                                                   |
| Conseillers | Marie-Frédérique Ouellet Phoebe Sirois Rémi Dumont Denis Blais Annette Rousseau Elisabeth Cloutier | Marie-Frédérique Ouellet Phoebe Sirois Rémi Dumont Denis Blais Vacant | Mayane Cyr Paradis Jean-Marc Beaudoin Rémi Dumont Pascale Mailloux André Brault Ginette Bégin |

| Candidats pour la mairie               | Vote            | %               |
| -------------------------------------- | --------------- | --------------- |
| Denis Blais (Sortant d'un autre poste) | Sans opposition | Sans opposition |

| Candidats conseiller #1 | Vote | %     |
| ----------------------- | ---- | ----- |
| Mayane Cyr Paradis      | 314  | 76,40 |
| Ginette Bouffard        | 97   | 23,60 |

| Candidats conseiller #2 | Vote            | %               |
| ----------------------- | --------------- | --------------- |
| Jean-Marc Beaudoin      | Sans opposition | Sans opposition |

| Candidats conseiller #3 | Vote            | %               |
| ----------------------- | --------------- | --------------- |
| Rémi Dumont (Sortant)   | Sans opposition | Sans opposition |

| Candidats conseiller #4 | Vote | %     |
| ----------------------- | ---- | ----- |
| Pascale Mailloux        | 198  | 50,64 |
| Gaston Ouellet          | 193  | 49,36 |

| Candidats conseiller #5 | Vote | %     |
| ----------------------- | ---- | ----- |
| André Brault            | 204  | 69,86 |
| Sébastien Gauthier      | 88   | 30,14 |

| Candidats conseiller #6 | Vote | %     |
| ----------------------- | ---- | ----- |
| Ginette Bégin           | 184  | 52,72 |
| Marie-Lyne Michaud      | 165  | 47,28 |

- Démission d'André Brault, conseiller #5, en septembre 2023 pour des raisons familiales l'obligeant à quitter la municipalité[11].

- Élection d'Étienne Deschênes au poste de conseiller #5 le 10 décembre 2023[39].

| Candidats conseiller #5 | Vote | %    |
| ----------------------- | ---- | ---- |
| Étienne Deschênes       | 165  | 63,9 |
| Stéphanie Gauthier      | 36   | 14,0 |
| Jean-Marc Bergeron      | 32   | 12,4 |
| François Dumas          | 21   | 8,1  |
| Participation           | 258  | ~40  |